# Klangkarussell
I Klangkarussell sono un gruppo musicale di musica dance-elettronica austriaco attivo dal 2011. Si tratta di un duo conosciuto soprattutto per la "hit" Sonnentanz (2012).

## Formazione
- Tobias Rieser
- Adrian Held

## Discografia

### Album
| Titolo   | Dettagli | Posizione classifica raggiunta | Posizione classifica raggiunta | Posizione classifica raggiunta | Posizione classifica raggiunta | Posizione classifica raggiunta |
| Titolo   | Dettagli | AUT                            | BEL                            | GER                            | NL                             | SWI                            |
| -------- | --- | ------------------------------ | ------------------------------ | ------------------------------ | ------------------------------ | ------------------------------ |
| Netzwerk | - Pubblicato: 28 luglio 2014 - Etichetta: Vertigo, Capitol, Universal Music - Formati: Download digitale, CD, vinile | 5                              | 11                             | 8                              | 43                             | 2                              |

### EP
| Titolo          | Dettagli                                                                                                   |
| --------------- | --- |
| Falls Like Rain | - Pubblicato: 29 luglio 2014 (US) - Etichetta : Casablanca / Republic Records - Formati: Download digitale |

### Singoli
| 2012                                          | Sonnentanz                                          | 3 | 3  | 31 | 22  | 4  | —  | 1 | 3  | —  | - BVMI: 2× Platino - IFPI SWI: 3× Platino | Netzwerk |
| 2013                                          | Sonnentanz (Sun Don't Shine) (featuring Will Heard) | — | —  | —  | —   | —  | 18 | — | —  | 3  | - BPI: Oro                                | Netzwerk |
| 2014                                          | Netzwerk (Falls Like Rain)                          | 7 | 17 | —  | 190 | 17 | 96 | — | 13 | 83 |                                           | Netzwerk |
| "—" denota il mancato ingresso in classifica. |                                                     |   |    |    |     |    |    |   |    |    |                                           |          |